# کاخابر کاکاشویلی
کاخابر کاکاشویلی (انگلیسی: Kakhaber Kakashvili) بازیکن فوتبال اهل گرجستان است. وی سابقه بازی در تیم‌هایی همچون ماشین‌سازی تبریز، گسترش فولاد و پارس جنوبی جم را در کارنامه دارد.